# FreeFileSync
FreeFileSync是一款用於檔案同步的自由且開源程式。它支援Windows、Linux和macOS三個主要操作系統。該專案受到捐款支持，捐贈者可獲得捐贈版，其中包含一些額外功能，如自動更新、並行同步、便攜版本和靜默安裝。 FreeFileSync獲得了積極的評價。
FreeFileSync的工作原理是比较一个或多个文件夹的内容、日期或文件大小，然后根据用户的设置來同步内容。除了支持本地文件和网络文件同步，FreeFileSync还能够將文件同步到FTP、FTPS、SFTP和MTP设备。

## 廣告軟件/惡意軟件
早期版本與OpenCandy捆綁在一起， 這是一個廣告軟體模組，許多防毒軟件供應商將其歸類為惡意軟件。
自2018年4月版本10.0發布以來，該軟件已不再包含廣告。 但是2018年11月，諾頓仍錯誤地將FreeFileSync安裝程式視為惡意軟件並阻止其安裝。

## 支援的操作系統
FreeFileSync適用於32位和64位操作系統。截至2021年6月，FreeFileSync的當前版本11.11支援以下操作系統和版本：
Windows 10至Windows 7。
macOS 11.0“Big Sur”至Mac OS X 10.10“Yosemite”。
在Linux上，支援許多知名的發行版。網站提到的有Arch Linux、CentOS、Debian、Fedora、Manjaro、Mint、openSUSE和Ubuntu。

### 舊版操作系統
對Windows Vista和XP的支援截至FreeFileSync_v10.11。與Mac OS X 10.7.5兼容的最新版本是FreeFileSync_8.4_Mac_OS_X。
在專案網站上仍然可以找到舊版本。

## 另見
- 檔案同步軟體的比較（英语：Comparison of file synchronization software）